# بخش آکورا
منطقه اکورا (به اسپانیایی: Acora District) یک سکونتگاه مسکونی در پرو است که در پونو واقع شده‌است.

## خصوصیات
منطقه اکورا ۳٬۸۶۷ متر بالاتر از سطح دریا واقع شده‌است.